# 員林地藏庵
23°57′28″N 120°34′25″E / 23.957907°N 120.573706°E
員林地藏庵，是位於臺灣彰化縣員林市中正里、員林公園旁的地藏庵，由來有原漢衝突、閩客械鬥等說法，員林人會以此廟為中心舉行中元普渡。

## 沿革
廟內有一刻著「乾隆丙戌．萬善同歸」石製牌位，標記著創立於1766年。
《彰化縣志》卷五．祀典志：
|  | 大眾廟：即厲壇也。一在鹿港菜園，嘉慶二十年建。一在員林街東畔，一在西螺，皆里民公建。 |

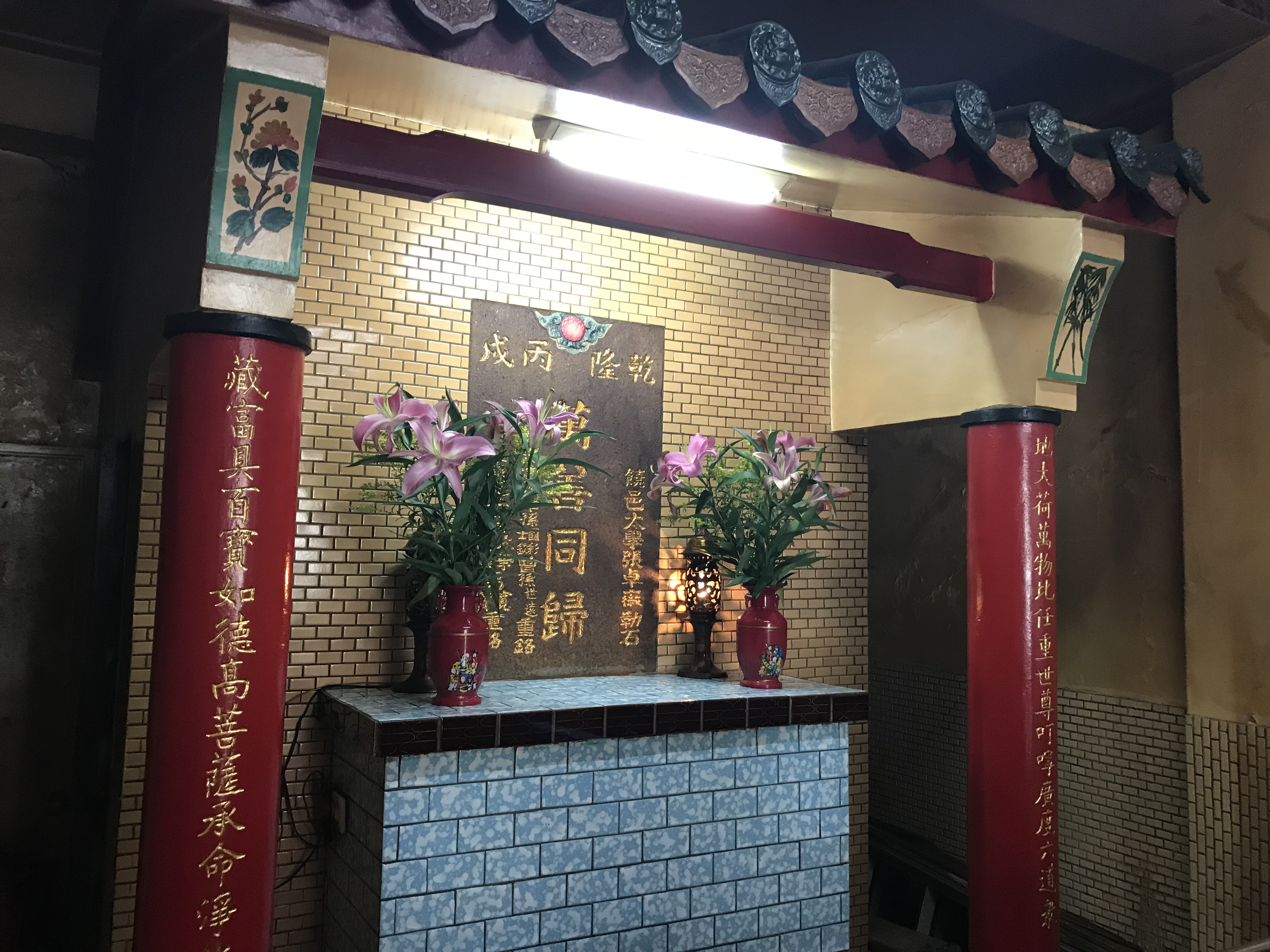
牌位

關於此廟由來，耆老張耀北表示，廣東饒平一帶的移民到圓仔林（今員林）移墾，在今員林公園附近與平埔原住民發生原漢衝突，雙方死傷慘重，直到乾隆年間（1766年）饒邑太學張卓徽出資買下附近土地，僱工將兩方屍骨集中裝甕，豎立牌位祭拜。廟方主委吳亮寬則說，1766年員林街閩客械鬥，無主屍骨本來要以牛車運到三塊厝（今百果山一帶）安置，結果牛隻至今廟址前突然固定不動，先民便將屍骨就地安葬，後來張卓徽便立石碑紀念。新埔枋寮義民廟、中壢忠義祠也有牛車止住的傳說。
在日治時期的民國初年從「大眾爺廟」改名為「地藏庵」。廟地底下原埋有許多屍骨甕罈，鎮長吳宗憲任內將市區內的無主骨骸都遷往百果山附近的百姓公祠安置，移往中州科技大學附近公墓，因此已僅埋少許甕罈。
921地震後以二百餘萬元進行整修。

## 祭祀
清明節時，廟方會讓城隍爺與駕前六眾爺（范謝將軍、牛馬將軍、枷鎖將軍）出巡角頭，作為鎮壓孤魂野鬼，至晚間七、八點才返回地藏庵。

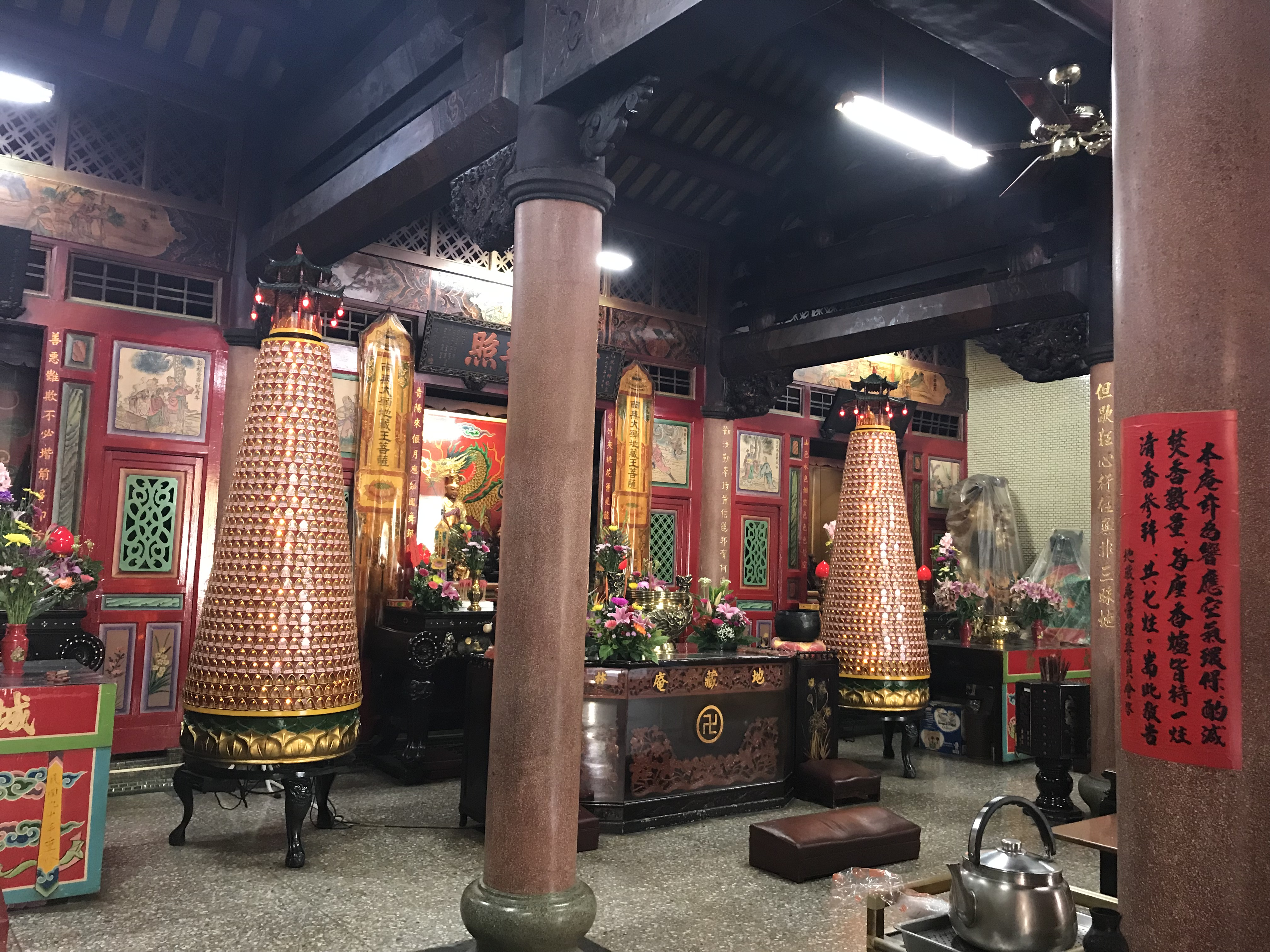
殿內

農曆七月，員林市的普度祭儀規模被認為首推此廟。早期員林郡七十二庄頭參與此廟普渡，後因各地廟宇增多，因此只剩大東門、大南門、大西門、大北門、大東勢、大西勢、大街內這七角頭。至2016年報導時，角頭已增加小西門。中元時節，員林各角頭均會設普壇、此廟設置總主普壇。廟方會在普渡場所設立向中元地官大帝敬稟法會的三界亭、作為無祀男女孤魂棲身之所的翰林院。他們會依慣例，委由打石巷老師傅製作一尊大士爺（鬼王）以作監壇。放水燈的儀式則於員水路八堡圳舉行，以引渡孤魂至地藏庵受財享食，由法師帶領主委、各角頭的值年爐主、頭家、各宮廟首事、贊普善男信女和水燈首、押榜首、玉皇首、三官首、福德首、觀音佛祖首等十一處首領燃放。入夜法會結束後，鬼王像才焚化歸天。
2006年底興建金爐完成，不再利用員林公園、地藏庵之間的萬年圳堤岸當露天燒金紙的臨時場所。